# Язынин, Юрий Павлович
Юрий Павлович Язынин (род. 31 января 1967) — советский казахский легкоатлет, специалист по бегу на короткие дистанции. Выступал на всесоюзном уровне в 1988—1992 годах, чемпион СССР, обладатель серебряный медали Спартакиады народов СССР, действующий рекордсмен Казахстана в эстафете 4 × 100 метров, участник Кубка Европы во Франкфурте. Представлял Алма-Ату и физкультурно-спортивное общество «Динамо».

## Биография
Юрий Язынин родился 31 января 1967 года. Занимался лёгкой атлетикой в Алма-Ате, выступал за Казахскую ССР и всесоюзное физкультурно-спортивное общество «Динамо».
Первого серьёзного успеха на всесоюзном уровне добился в сезоне 1988 года, когда на чемпионате СССР в Таллине с казахской командой одержал победу в программе эстафеты 4 × 100 метров. Позднее на соревнованиях в Сочи в той же дисциплине установил ныне действующий рекорд Казахстана — 39,30.
В 1990 году с личным рекордом 6,58 выиграл бронзовую медаль в беге на 60 метров на зимнем чемпионате СССР в Челябинске.
Попав в состав советской сборной, в 1991 году выступил на Кубке Европы во Франкфурте, где вместе с соотечественниками показал второй результат в эстафете 4 × 100 метров и стал победителем общекомандного зачёта. Позднее с личным рекордом 10,33 завоевал серебряную награду в беге на 100 метров на чемпионате страны в рамках X летней Спартакиады народов СССР в Киеве, уступив в финале лишь алматинцу Виталию Савину.
В 1992 году бежал 100 метров на чемпионате СНГ в Москве, но был далёк от попадания в число призёров.
После распада Советского Союза больше не показывал сколько-нибудь значимых результатов в лёгкой атлетике.